# Sejkov
Sejkov – wieś (obec) na Słowacji położona w kraju koszyckim, w powiecie Sobrance. Pierwsze wzmianki o miejscowości pochodzą z roku 1412.
Według danych z dnia 31 grudnia 2012, wieś zamieszkiwały 202 osoby, w tym 95 kobiet i 107 mężczyzn.
W 2001 roku rozkład populacji względem narodowości i przynależności etnicznej wyglądał następująco:
- Słowacy – 95,69%
- Czesi – 0,48%
- Ukraińcy – 1,91%

Ze względu na wyznawaną religię struktura mieszkańców kształtowała się w 2001 roku następująco:
- Katolicy rzymscy – 66,03%
- Grekokatolicy – 30,62%
- Prawosławni – 0,48%
- Ateiści – 0,96%
- Nie podano – 1,91%